# Nymannus
Nymannus is een geslacht van wantsen uit de familie van de Miridae (Blindwantsen). Het geslacht werd voor het eerst wetenschappelijk beschreven door Distant in 1904.

## Soorten
Het genus is monotypisch en bevat alleen de volgende soort:

- Nymannus typicus Distant, 1904